# Benedikt Güttl
Benedikt Güttl (* 18. Februar 1994 in Wien) ist ein österreichischer Basketballspieler.

## Laufbahn
Güttl entstammt dem Nachwuchs der Arkadia Traiskirchen Lions, im Spieljahr 2011/12 gab er seinen Einstand in der Bundesliga. Er entwickelte sich in den folgenden Jahren kontinuierlich zu einem Leistungsträger der Mannschaft und wurde Mannschaftskapitän. Im Spieljahr 2018/19 wurde er als bester Verteidigungsspieler der Bundesliga ausgezeichnet.
In der Sommerpause 2019 wechselte er innerhalb der Bundesliga von Traiskirchen nach Gmunden. Mit Gmunden feierte er 2021 den Gewinn des österreichischen Meistertitels, Güttl war im Saisonverlauf mit Mittelwerten von 10,4 Punkten sowie 4,7 Korbvorlagen je Begegnung daran beteiligt. In der Saison 2022/23 wurde er mit Gmunden erneut österreichischer Meister sowie zusätzlich Pokalsieger und Supercupsieger. Im Folgespieljahr (2023/24) erhielt er die Auszeichnung als bester Verteidiger der Liga.
Im Sommer 2024 kehrte Güttl nach Traiskirchen zurück.

### Nationalmannschaft
Mit der U18-Nationalmannschaft nahm er 2012 an der B-EM teil, im Juli 2017 gab er seinen Einstand in der Herren-Nationalmannschaft.